# Trigona amalthea
Trigona amalthea är en biart som först beskrevs av Olivier 1789.  Trigona amalthea ingår i släktet Trigona och tribuset gaddlösa bin. Inga underarter finns listade.

## Utseende
Ett relativt litet, övervägande svart bi med mörkbruna vingar. Till skillnad från många närstående arter saknar arten några ljusa markeringar på kroppen eller käkarna.

## Ekologi
Släktet Trigona tillhör de gaddlösa bina, ett tribus (Meliponini) av sociala bin som saknar fungerande gadd. De har dock kraftiga käkar, och kan bitas ordentligt. Boet byggs fritt, utan något skyddande hölje, men arbetarna skyddar det aggressivt. Arten samlar fibrer och kåda från bland annat purgerbuske (Jatropha curcas), ett litet träd eller buske som odlas som häckväxt och även oljeleverantör (arten bygger boet huvudsakligen av papper). Denna insamling kan bli så omfattande att den skadar växten.

## Utbredning
Arten finns i tropiska Sydamerika från Colombia (departementen Cundinamarca och Meta), Venezuela (delstaten Bolívar), Ecuador, Peru (regionerna Huánuco, Junín och Madre de Dios), Bolivia (departementen Cochabamba och Santa Cruz), Brasilien (delstaterna Amazonas, Mato Grosso och Rondônia), Franska Guyana, Guyana, Surinam samt på Trinidad och Tobago.